# Marzotto Hockey Valdagno 1962
Questa voce raccoglie le informazioni riguardanti il Marzotto Hockey Valdagno nelle competizioni ufficiali della stagione 1962.

## Maglie e sponsor
| 1ª divisa |

## Rosa
| N° | Naz.                      | Ruolo | Sportivo        |  |  |  |
| -- | ------------------------- | ----- | --------------- |  |  |  |
| ?  | Italia (bandiera)         | E     | Luigi De Gerone |  |  |  |
| ?  | Italia (bandiera)         | E     | Sbalchiero      |  |  |  |
| ?  | non conosciuta (bandiera) | E     | ?               |  |  |  |
| ?  | non conosciuta (bandiera) | E     | ?               |  |  |  |
| ?  | non conosciuta (bandiera) | P     | ?               |  |  |  |

- Allenatore: ?